# Камерно-стовпова система розробки

Камерно-стовпова система розробки

Камерно-стовпова система розробки (рос. камерно-столбовая система разработки, англ. room-and-pillar mining; нім. Kammer-Pfeiler-Abbau m) – це комбінація камерних і стовпових систем. Система розробки твердих корисних копалин (руда, вугілля і інш.) камерами, відділеними одна від одної ціликами, що підтримують покрівлю. Характерною її рисою є часткове погашення міжкамерних ціликів. Спочатку прямим ходом проводять камери, якими нарізують стовпи. Відробляють стовпи (міжкамерні цілики) зворотним ходом.

## Основні параметри
Основні параметри: похила висота ярусу 150…200 м, ширина камер до 5,5 м, ширина міжкамерного цілика 3,5… 7,2 м, ширина цілика між заходками 0,6…2 м. Застосовується для виймання пологих і похилих (до 40-45°) покладів при високій стійкості їх і вмісних порід.

## Виймальний комплекс і опис технології виймання
Сучасний вітчизняний виймальний комплекс складається з комбайну, телескопічного стрічкового конвеєра, самохідної вагонетки та устаткування для свердлування шпурів під анкерне кріплення. Виконавчий орган комбайну складається з двох бурових коронок та двох ріжучих ланцюгів, які обробляють всю поверхню камери чи заходки. Верхній ланцюг надає камері склепінчастої форми, яка підвищує її стійкість, а нижній оформлює підошву виробки. Кожна бурова коронка має електропривід. Діаметр бурових коронок може змінюватися від 1830 мм. Ширина камери чи заходки становить 3,5-4,0 м; висота виробки 1,8-2,4 м. Вантажний край конвеєра може повертатися на 450 у обох напрямках від поздовжньої осі. Продуктивність комбайну 8 т/хв. Забезпечується його дистанційне управління на відстані 15-20 м. Телескопічний ланцюговий конвеєр приймає і транспортує вугілля від комбайну при проведенні камер та штреків, а також при вийманні ціликів на відстань до 300 м. Він складається з приводної та натяжної станцій (самохідних, на гусеничному ходу). Приводна станція має пристрій для укладання 30,5 м стрічки конвеєра, що дозволяє натяжній головці конвеєра рухатися за комбайном на відстані 15,0 м. Конвеєрна стрічка між приводною та натяжною секціями телескопічного конвеєра підтримується системою легких роликових опор. Крім цього до складу комплексу входять самохідна вагонетка та свердлувальне устаткування на гумовому ходу. Виїмка пласта починається з проходження камер шириною 3,5-3,8 м. Камери проходять комбайном від конвеєрного штреку до вентиляційного. У цей період виїмковий комплекс обслуговує 4-5 чол.: машиніст комбайну, помічник машиніста, машиніст самохідної вагонетки та один-два допоміжних робочих, які допомагають вантажити вугілля. Виїмка вугілля у камері займає дві восьмигодинні зміни, а у третю зміну, при необхідності, проводять кріплення. При виїмці вугілля у стовпі між камерами зворотнім ходом виїмка у заходках ведеться протягом восьми годин без кріплення. При коротко-вибійній технології управління покрівлею відсутнє. Породи покрівлі поступово опускаються на цілики між заходками, які мають назву технологічних. На дослідній ділянці шахти «Білицька» (Донбас) середня продуктивність праці за цією технологією становила 43 т на вихід. Втрати вугілля у технологічних ціликах між заходками - 20%.

## Область застосування
Коротковибійна технологія може знайти широке застосування в пластах зі складним заляганням (порушення, зміна товщини пласта та кута падіння тощо). В цих умовах експлуатація сучасних комплексів повністю або частково неможлива. К.-с.с.р. є головною на шахтах США, Канади, ПАР, Австралії.